# Мосійчук Ігор Володимирович
І́гор Володи́мирович Мосійчу́к (нар. 5 травня 1972, Лубни, Полтавська область, УРСР) — український політик та громадський діяч, журналіст, блогер, фігурант антикорупційних розслідувань.
Головний редактор газети «Вечірній Васильків». Політичний в'язень по справі «васильківських терористів». Екс-заступник командира добровольчого батальйону «Азов». Народний депутат України VIII скликання від Радикальної партії. Звинувачений у вимаганні хабаря за депутатський запит та лобіювання комерційних інтересів і визнав свою провину. Був позбавлений депутатської недоторканності та арештований. 20 травня 2016 року Генеральна прокуратура України відкликала клопотання про арешт.
28 березня 2024 Центр протидії дезінформації спільно з Кібердепартаментом СБУ включив канал Мосійчука у соцмережі «ТікТок» до списку «шкідливих і таких, що поширюють ворожу дезінформацію». З 25 травня 2025 року перебуває під персональними спеціальними економічними та іншими обмежувальними заходами (санкціями).

## Життєпис

### Ранні роки. Освіта
Народився 5 травня 1972 року в Лубнах на Полтавщині. Закінчив місцеву середню школу № 1. У 2017 році отримав диплом магістра видавничої справи у Львівському університеті бізнесу та права.
У 1990 році, під час служби в армії СРСР на Далекому Сході, створив гурток української націоналістичної молоді. У 1991 — на знак підтримки Акту проголошення незалежності України — вибив собі на руці татуювання у вигляді Тризуба, за що отримав кілька діб гауптвахти.[джерело?].

### Громадсько-політична діяльність у Лубнах
Восени 1993 року разом з Олегом Гаврильченком відновив видання першої україномовної газети «Хлібороб», яка виходила у Лубнах за часів Російської імперії. Одночасно досліджував життя і діяльність засновників цієї газети — братів Миколи та Володимира Шеметів і основоположника ідеології українського націоналізму Миколи Міхновського. Допомогу у справі відродження «Хлібороба» надавали українські журналісти та політики Слава Стецько, Олесь Вахній, Роман Коваль, Наталка Чангулі, Олекса Починок.
Разом з Олесем Вахнієм сприяв українізації лубенських бібліотек, до яких безкоштовно передавалися українські книги в обмін на радянські. Організовував зустрічі громадськості Полтавщини з визначними українцями з діаспори: донькою гетьмана Павла Скоропадського — Оленою Скоропадською-Отт, онуком провідника ОУН Степана Бандери (також Степаном Бандерою), тематичні вечори пам'яті Миколи Міхновського, Симона Петлюри, Дмитра Донцова. Був учасником очищення Лубен від символіки та пам'ятників доби комуністичного тоталітаризму.

### Активіст УНА-УНСО
1994 року вступив до лав УНА-УНСО. 18 липня 1995 року, під час похорону Патріарха Володимира, брав активну участь у бійці між «унсовцями» та бійцями спецпідрозділу «Беркут», які перешкоджали похованню. Через декілька днів разом із двома іншими членами організації внаслідок провокації затриманий правоохоронцями на станції Гребінки. До січня 1996 року перебував на нелегальному становищі. Згодом був помічником-консультантом народного депутата України Юрія Тими, активно співпрацював із радянськими дисидентами Анатолієм Лупиносом та Петром Хмаруком.
У січні 1996 року Ігоря Мосійчука заарештували у Полтаві. За сфабрикованим вироком він отримав рік позбавлення волі, але після втручання відомих політиків за півроку звільнений. Проживаючи в Полтаві, разом з чільними діячами УНА-УНСО Андрієм Гринем та Валерієм Пальчиком редагував газети «Наше слово» та «Наш край», організовував одну з останніх прижиттєвих виставок заслуженого художника України Данила Нарбута.

### Активіст СНПУ
З початком занепаду УНА-УНСО у 1998 році вступив до СНПУ. У 2000 році разом із Василем Коряком видавав газету «Тихий жах», яка у різкій формі критикувала діяльність тодішнього Президента та його представників на місцях.
В часі парламентських виборів 2002 року, як довірена особа кандидата в народні депутати України В'ячеслава Білоуса, намагався протистояти обранню до Верховної Ради особистого ставленика Леоніда Кучми — президента «Укрнафти» Олега Салміна. Незабаром на Білоуса та Мосійчука було здійснено замах у формі зумисне підлаштованої автомобільної аварії.
У 2002—2005 роках мешкав у Києві. Співпрацював з очолюваною В'ячеславом Білоусом Спілкою офіцерів України. Брав участь у акціях протесту проти режиму Леоніда Кучми. У 2004 році, після IX-у з'їзду СНПУ (який перетворив партію на Всеукраїнське об'єднання «Свобода», змінив символіку та програму), виходить із партійних лав.

### Громадсько-політична діяльність у Василькові. Активіст СНА
З 2005 року Ігор Мосійчук постійно мешкав у Василькові. На початку 2006 року виступив з ініціативою відновлення газети «Вечірній Васильків» і став її головним редактором. Мосійчук розпочав журналістські розслідування, які набули широкого резонансу в місті. В газеті надрукували статтю про діяльність Васильківської нафтобази, де фігурували кілька депутатів міської ради. Після цього журналіст був жорстоко побитий, йому погрожували телефоном.[джерело?] Мосійчук продовжував публікувати матеріали, що критикували діяльність місцевої влади, яка в свою чергу почала чинити тиск і перешкоди в роботі журналістів. Тоді Ігор Мосійчук звернувся за допомогою до громади, а також розмістив в соціальних мережах лист-звернення до Генерального прокурора та Голови СБУ.[неавторитетне джерело]
У цей період Ігор Мосійчук знайомиться з керівництвом ВМГО «Патріот України», яка його підтримала. У 2010 році стає ініціатором започаткування Соціал-Національної Асамблеї. З 2011 року входить до складу виконавчого комітету СНА та призначається головою її прес-служби. Бере участь у підготовці реєстрації партії.
На виборах 2010 року разом із ще одним соціал-націоналістом, Сергієм Бевзом, обраний депутатом Васильківської міської ради. Став головою постійної депутатської комісії з регламенту і співпраці з правоохоронними органами. У міськраді виступив проти незаконного відчуження у приватну власність земель Васильківщини.
За твердженням політолога Антона Шеховцова, Мосійчук був «правою рукою» Сергія Іващенка (що у 2010 році з допомогою членів СНА сфальсифікував вибори і став мером Василькова від Партії регіонів), якому допомагав в земельних та бюджетних оборудках.[джерело?] В період з 2006 по 2011 рік Мосійчук на замовлення мера Василькова Сергія Іващенка організував ряд підпалів та нападів на незгодних з політикою корумпованого мера активістів.[джерело?] Їхня злочинна діяльність активно прикривалася тодішнім очільником місцевої міліції Валентином Куцем, якого через це звільнили з лав правоохоронних органів.[джерело?] Нині Куць працює звичайним водієм в КП «ККП м. Василькова».[джерело?].
Антон Шеховцов вважає, що, попри явно сфальсифікований характер справи так званих васильківських терористів, не можна однозначно оцінювати політичну та громадську діяльність Мосійчука у Василькові. За часи офіційного та неофіційного правління в місті мера-«регіонала» Сергія Іващенка. Васильків прославився на всю Україну низкою земельних, квартирних, корупційних, виборчих та терористичних скандалів. На думку Шеховцова, Мосійчук, який в ті часи входив до керівництва васильківської організації «Патріот України», відіграв суперечливу роль під час міських виборів у Василькові у 2010 році, фактично підтримавши Іващенка.[неавторитетне джерело][неавторитетне джерело] Сам Мосійчук будь-які зв'язки з Іващенком категорично заперечує.
У травні 2013 року Мосійчук безуспішно балотувався на пост мера Василькова.

### Політв'язень[2]
З серпня 2011 року в Україні розпочалася низка арештів активістів організованого соціал-націоналістичного руху. Наприкінці серпня 2011 року у Києві та Василькові були заарештовані старшини місцевих осередків Організації «Патріот України» (Сергій Бевз, Володимир Шпара, Олексій Чернега) та активісти СНА Ігор Мосійчук і Віталій Зателепа. Їм інкримінували підготовку теракту. Почалася справа так званих «васильківських терористів», яка набула всеукраїнського резонансу. Дані дії СБУ та МВС організований соціал-націоналістичних рух розцінив як політичні репресії. У зв'язку з чим у різних містах країни проходили акції протесту проти політичних репресій щодо українських націоналістів, зокрема у Києві, Харкові, Львові, Донецьку, Житомирі, Івано-Франківську тощо. Комітет визволення політв'язнів виступив на захист так званих «васильківських терористів».
З серпня 2011 по лютий 2014 Ігор Мосійчук, разом з іншими «васильківськими терористами» (Сергієм Бевзом та Володимиром Шпарою), утримувався у Лук'янівській в'язниці.
Перебуваючи за ґратами, 2 червня 2013 року Мосійчук взяв участь у дострокових виборах васильківського міського голови. Його кандидатуру висунула опозиційна політична партія «За Україну» при підтримці Спілки офіцерів України, товариства «Меморіал» та інших громадських організацій. Довіреною особою Мосійчука став Герой України, колишній радянський політв'язень Левко Лук'яненко. Мосійчука також підтримав сотник УПА Мирослав Симчич-Кривоніс. Керівником виборчого штабу став Ігор Криворучко. Передвиборчу агітацію проводили члени ВМГО «Патріот України» та Соціал-Національної Асамблеї, які закрили незаконний гральний заклад у Василькові та організували марш через місто «… із запаленими фаєрами, під гаслами „Заберіть казино, поверніть Мосійчука“ і „Свободу патріотам!“»
У січні 2014 року отримав шість років ув'язнення, амністований у лютому після перемоги Євромайдану. Через рік, 13 лютого 2015 року Колегія суддів Апеляційного суду Київської області зняла з Ігоря Мосійчука та його побратимів обвинувачення у тероризмі. Справа проти них була закрита за відсутністю складу злочину.

### Громадсько-політична діяльність після звільнення. «Азов»
24 лютого 2014 року в ефірі 112 каналу заявив, що — якщо влада не здатна покарати спроби порушити територіальну цілісність України — то «Правий сектор» організує «поїзд дружби» та поїде в Крим, як це робила у 1990-х роках УНА-УНСО. Політолог Андреас Умланд вказував на те, що цю заяву успішно використала російська пропаганда.
Після створення на базі СНА добровольчого батальйону «Азов» став заступником його командира по зв'язках з громадськістю (що фактично було продовженням виконання функцій речника Соціал-Національної Асамблеї). На початку серпня 2014 року заступник голови Дніпропетровської ОДА Борис Філатов звинуватив Мосійчука та Ляшка у розповсюдженні в соціальних мережах інформації, яка призвела до втрат у батальйонах «Азов» та «Шахтарськ». Мосійчук у відповідь заявив, що опублікував інформацію іншого бійця. Згодом батальйон «Азов» на офіційній сторінці у Facebook повідомив, що заступник командира Ігор Мосійчук, який поклав відповідальність за загибель бійців під Іловайськом на Міністерство внутрішніх справ України, вже не є речником батальйону.
Через 10 років інтернет-видання informator.ua у програмній статті «Мосійчук, Олешко та інші корисні ідіоти: хто провокує „Майдан-3“ та допомагає Кремлю», намагаючись зібрати докупи весь компромат на опонентів, подавало цю інформацію вже наступним чином:
|  | Влітку 2014-го року Мосійчук позиціонував себе як речника добровольчого підрозділу «Азов». Тоді бійці відхрестилися від політика і запевнили, що відношення до їхньої діяльності той не має. |

### Депутат Київради
У травні 2014 року обраний депутатом Київської міської ради від «Радикальної партії Олега Ляшка». Став головою постійної комісії з питань дотримання законності, правопорядку та боротьби з корупцією. 4 вересня на сесії Київради виступив за зняття з обговорення земельних питань, які не були, на його думку, обґрунтовані. Відбулася сутичка з мером Віталієм Кличком.

### Народний депутат України

#### Обрання депутатом

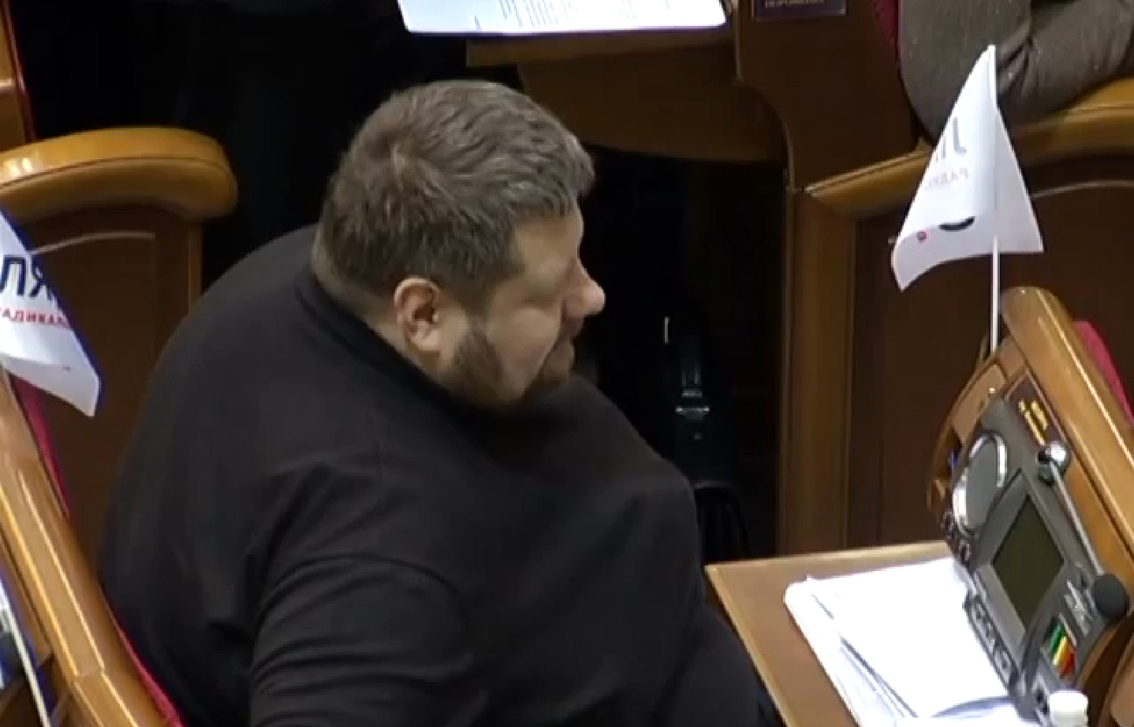
Мосійчук у Верховній Раді

На позачергових виборах народних депутатів України 26 жовтня 2014 року балотувався до Верховної Ради від «Радикальної партії Олега Ляшка» по загальнодержавному багатомандатному округу, № 9 у партійному списку. Обраний народним депутатом VIII скликання.
Громадське телебачення провело розслідування джерел фінансування «Радикальної партії Олега Ляшка» під час передвиборчих змагань у 2014 році. Серед спонсорів Радикальної партії був названий і Ігор Мосійчук. Після того, як журналісти запитали, звідки з'явилися кошти у колишнього політв'язня в часи президента Януковича, Мосійчук відповів, що в той час, коли він знаходився за ґратами, його дружина керувала рекламним бізнесом, що приносив «мільйон доларів прибутку в рік».

#### Позбавлення депутатської недоторканності, арешт та визнання їх незаконними
17 вересня 2015 року Генеральна прокуратура України оприлюднила кілька епізодів відео, на якому зафіксована передача хабаря депутату Верховної Ради Ігорю Мосійчуку (Радикальна партія Олега Ляшка). Відео було продемонстроване під час засідання парламенту з подачі генпрокурора Віктора Шокіна. На відео показано кілька епізодів і зустрічей з невідомою людиною, що просить Мосійчука вирішити деякі питання. Мосійчук озвучив суми, які потрібно заплатити за необхідні депутатські запити та звернення. Зокрема за запит — 10-15 тис. доларів, за звернення — 3-5 тис. доларів.
Того ж дня Верховна Рада України схвалила притягнення до кримінальної відповідальності, затримання та арешт народного депутата парламенту від фракції Радикальної партії Олега Ляшка Ігоря Мосійчука. За відповідне рішення проголосували 262 депутати при мінімально необхідних 226.
Того ж дня, 17 вересня, співробітники правоохоронних органів затримали депутата Верховної Ради Ігоря Мосійчука. Після того, як парламент схвалив притягнення до кримінальної відповідальності, затримання та арешт Мосійчука, фракція РП зібралася на засідання в приміщенні парламенту. Через 30 хвилин до кабінету, де воно проходило, підійшли близько двох десятків співробітників Державної охорони під керівництвом керівника Держохорони Валерія Гелетея. Голова фракції РП Олег Ляшко перешкоджав затриманню Мосійчука в будівлі Ради. Після 10-хвилинного спору, правоохоронці та Гелетей зайшли в кабінет і провели затримання. У супроводі правоохоронців Мосійчук був виведений з парламенту. Одночасно із затриманням співробітники Служби безпеки України провели обшук автомобіля Ігоря Мосійчука. Під час обшуку багажного відділення автомобіля, співробітники СБУ виявили картину, грошові купюри та патрони до невідомої зброї. Крім того, правоохоронці затримали 2 осіб, що знаходилися в момент прибуття СБУ біля машини Мосійчука. Самі затримані відмовилися коментувати що відбувається, один з них заявив, що чекав Мосійчука.
Генеральна Прокуратура України оголосила підозру народному депутату Ігорю Мосійчуку в скоєнні злочинів, передбачених п'ятьма статтями Кримінального кодексу України, а саме: ч. 4 ст. 368 (Прийняття пропозиції, обіцянки або одержання неправомірної вигоди), ч. 2, 3 ст. 296 (хуліганство), ч. 1, 2 ст. 350 (погроза або насильство щодо службової особи чи громадянина, який виконує суспільний обов'язок), ч. 1 ст. 376 (втручання в діяльність судових органів), ч. 1, 2 ст. 377 (погроза або насильство щодо судді, народного засідателя чи присяжного) Кримінального кодексу України.
18 вересня Печерський районний суд Києва заарештував депутата Верховної Ради України Ігоря Мосійчука до 15 листопада. Згідно з рішенням суду не передбачається можливість внесення застави. Сам Мосійчук заявив, що починає голодування і з моменту арешту буде пити лише воду.
8 жовтня Ігор Мосійчук госпіталізований із зали Апеляційного суду Києва. 13 жовтня лікар медслужби СБУ заявив про виявлення у Мосійчука лише остеохондрозу і ожиріння 3 ступеня, що дозволяє утримувати його під вартою. У той же день Апеляційний суд Києва відхилив апеляцію захисту і залишив без змін рішення суду першої інстанції про арешт Ігоря Мосійчука.
22 жовтня Генеральна прокуратура України завершила досудове розслідування проти Ігоря Мосійчука за підозрою в отриманні хабаря у розмірі 450 тис. гривень. Також Мосійчук підозрюється в численних хуліганських діях. Йому та його адвокатам надано матеріали для ознайомлення. 2 листопада 2015 Мосійчук заявив про застосування правоохоронцями до нього катувань для отримання зізнання.
17 листопада Вищий адміністративний суд України визнав незаконною постанову Верховної Ради про зняття депутатської недоторканності та арешті народного депутата Ігоря Мосійчука. 10 березня 2016 року Вищий спеціалізований суд України визнав незаконним затримання депутата Верховної Ради України Ігоря Мосійчука в будівлі парламенту у вересні 2015 року. 15 березня Верховний Суд України зупинив провадження у справі розгляду конституційність зняття Верховною Радою України недоторканності з депутата Верховної Ради України Ігоря Мосійчука і перенаправив на розгляд до Конституційного суду України. 20 травня 2016 року Генеральна прокуратура України відкликала клопотання про арешт Ігоря Мосійчука.

#### Замах 25 жовтня 2017 року
25 жовтня 2017 року на Мосійчука було скоєно замах у вигляді потужного вибуху поблизу телеканалу Еспресо TV. Він був важко поранений, його доставлено до лікарні. Охоронець депутата загинув від осколкових поранень, ще один поранений помер у лікарні. Також постраждало три особи..=

#### Бійка в телеефірі з колаборантом Семченком
Ввечері 24 грудня 2018 року Мосійчук побився з так званим політологом Семченком в ефірі каналу NewsOne, заявивши:
|  | У вас в ефірі зараз сидить російський пропагандист, що працює за російські гроші, більше того — за гроші Кадирова. Ось він сидить — навпроти мене. На жодне запитання цієї особи я відповідати не буду. Я стверджую на всю країну, що Семченко — кремлівський пропагандист. |

З початку повномасштабного вторгнення РФ Олександр Семченко став відкритим колаборантом.

### Діяльність під час президентських та парламентських виборів 2019 року
У лютому 2019 року стало відомо, що пояснювальну записку до проекту постанови народного депутата від «Радикальної партії» Ігоря Мосійчука щодо привласнення Уляною Супрун повноважень міністра готували на комп'ютері нардепа від Опоблоку Олександра Долженкова. Мосійчук вступив у конфлікт із Уляною Супрун та поширював неправдиву інформацію про «400 000 доз американської вакцини від кору, непридатної для використання». Наприкінці травня 2019 року Ігор Мосійчук прийшов на прямий ефір телеканалу ZIK, ймовірно, в нетверезому стані.
У липні 2019 заступився за прихильників «Партії Шарія» (заборонена у 2022 році). Тоді Мосійчук звинуватив російського блогера та юриста Марка Фейгіна у нібито закликах до фізичної розправи над особами, які підтримують Анатолія Шарія і його політичну силу. Також у телеграм-каналі Мосійчука періодично з'являлися репости публікацій прокремлівських пабліків (на кшталт «Резидента», за якими стоїть військова розвідка РФ).
В грудні 2019 слідчий комітет РФ відкрив кримінальне провадження щодо нападу на київське посольство РФ в березні 2016 року, серед звинувачених був Мосійчук.

### Діяльність під час пандемії COVID-19
Ігор Мосійчук регулярно відвідував ефіри телеканалів ZIK (після його придбання Тарасом Козаком) та NewsOne. Під час пандемії коронавірусної хвороби Мосійчук називав Україну «полігоном для Сороса і соросят». У березні 2020 року Мосійчук поширив неправдиву інформацію про те, що українські лікарні нібито відмовляють у допомозі пацієнтам старшим за 60 років. Того ж року у травні російські ЗМІ посилалися на Мосійчука, що опублікував документи, які нібито доводили, що в Україні існують біолабораторії США. На телеканалі ZIK брав участь в тому числі у марафоні «Реванш соросятні», який у грудні 2020 року Незалежна медійна рада описала як такий, що несе мову ворожнечі щодо організацій, які отримують підтримку від західних донорів, а сам контент розпалює ксенофобію та антисемітизм.

### Діяльність під час повномасштабного російського вторгнення
15 лютого 2022 року Мосійчук опублікував відео «Вторгнення і велика війна відміняються». У ньому він запевняв, що Росія точно не нападе і пояснював чому.
Під час повномасштабного російського вторгнення в Україну Мосійчук регулярно поширював російську пропаганду у своїх соцмережах та на інших ефірах, зокрема закликаючи припинити мобілізацію. У січні 2023 року Мосійчук розповів у своєму TikTok, що росіяни влучили по військових заводах на території України, та зазначив їхні назви та локацію. Згідно інформації, опублікованій у Texty.org.ua 27 листопада 2023 року, Мосійчук допомагав проросійському політику та журналісту Олександру Дубінському поширювати дезінформацію.
2 березня 2024 року Мосійчук звинуватив військових в тому, що вони нібито збили шахед над містом, а не на підльоті, і є причетними до загибелі 12 осіб. 28 березня Центр протидії дезінформації спільно з Кібердепартаментом СБУ виявили мережу поширення ворожої дезінформації в соцмережі «ТікТок» та оприлюднили для громадськості перелік шкідливих каналів, серед яких був канал Мосійчука. Після російського ракетного обстрілу 8 липня Мосійчук поширював недостовірну інформацію про ураження військових об'єктів та загибель військових у Василькові. 11 липня 2024 року Мосійчук виступив проти заборони Московського патріархату на території України.

## Санкції
25 травня 2025 року відповідно до рішення Ради національної безпеки і оборони України від 25 травня 2025 року «Про застосування персональних спеціальних економічних та інших обмежувальних заходів (санкцій)» позбавлений державних нагород України, обмежено ведення фінансових операцій.
У липні 2025 року YouTube заблокував для України два канали, які поширювали російську пропаганду, один із них належить Мосійчуку, інший — Артему Дмитруку.